# Kamimuria brevilata
Kamimuria brevilata är en bäcksländeart som beskrevs av Du 2002. Kamimuria brevilata ingår i släktet Kamimuria och familjen jättebäcksländor. Inga underarter finns listade i Catalogue of Life.